# جيرت نيوهاوس
جيرت نيوهاوس (بالألمانية: Gert Neuhaus)‏ هو مهندس معماري ورسام ألماني، ولد في 21 فبراير 1939 في برلين في ألمانيا.